# Inferno (novela de Dan Brown)
Inferno es una novela de misterio, ficción y suspenso del escritor estadounidense Dan Brown, basada en la simbología oculta en la Divina Comedia, obra clásica de Dante Alighieri, así como en los problemas de la superpoblación mundial. Se trata de la sexta novela del escritor, la cuarta con Robert Langdon como protagonista tras Ángeles y demonios, El código Da Vinci y El símbolo perdido. Fue publicada por la editorial Doubleday el 14 de mayo de 2013.

## Resumen
El profesor de la Universidad de Harvard, Robert Langdon, se despierta en un hospital con una herida en la cabeza y no recuerda nada de los últimos días. Su último recuerdo es caminar en el campus de Harvard, pero rápidamente se da cuenta de que ahora está en Florencia. Sienna Brooks, una de las médicas que atienden, le dice que sufrió una conmoción cerebral por ser rozado por una bala, por lo que no tiene recuerdos de los últimos dos días. De repente, Vayentha, una asesina que ha estado siguiendo a Robert, irrumpe en el hospital, le dispara al médico encargado de la atención de Robert y se acerca a su habitación. Sienna agarra a Robert y huyen a su apartamento.
Después de que Sienna relata los detalles de su ingreso en el hospital, Robert encuentra un cilindro con una señal de peligro biológico en su chaqueta y decide llamar al Consulado de los Estados Unidos. Se le dice que están en busca de él y quieren su ubicación. Por sugerencia de Sienna, Robert les da la dirección de un lugar al otro lado del apartamento de Sienna, para evitar involucrarla más en esta misteriosa situación. Pronto, Robert ve aparecer a Vayentha armada llegar a la ubicación que le dieron al Consulado, por lo que Robert y Sienna creen que el Gobierno de los Estados Unidos quiere matarlo.
Robert decide abrir el contenedor y encuentra un cilindro óseo medieval equipado con un proyector de alta tecnología que muestra una versión modificada del Mapa del Infierno de Botticelli. En la parte inferior de la proyección se ven las palabras "La verdad solo es visible a través de los ojos de la muerte". De pronto, unos soldados llegan al edificio de Sienna, por lo que ambos deben escapar.

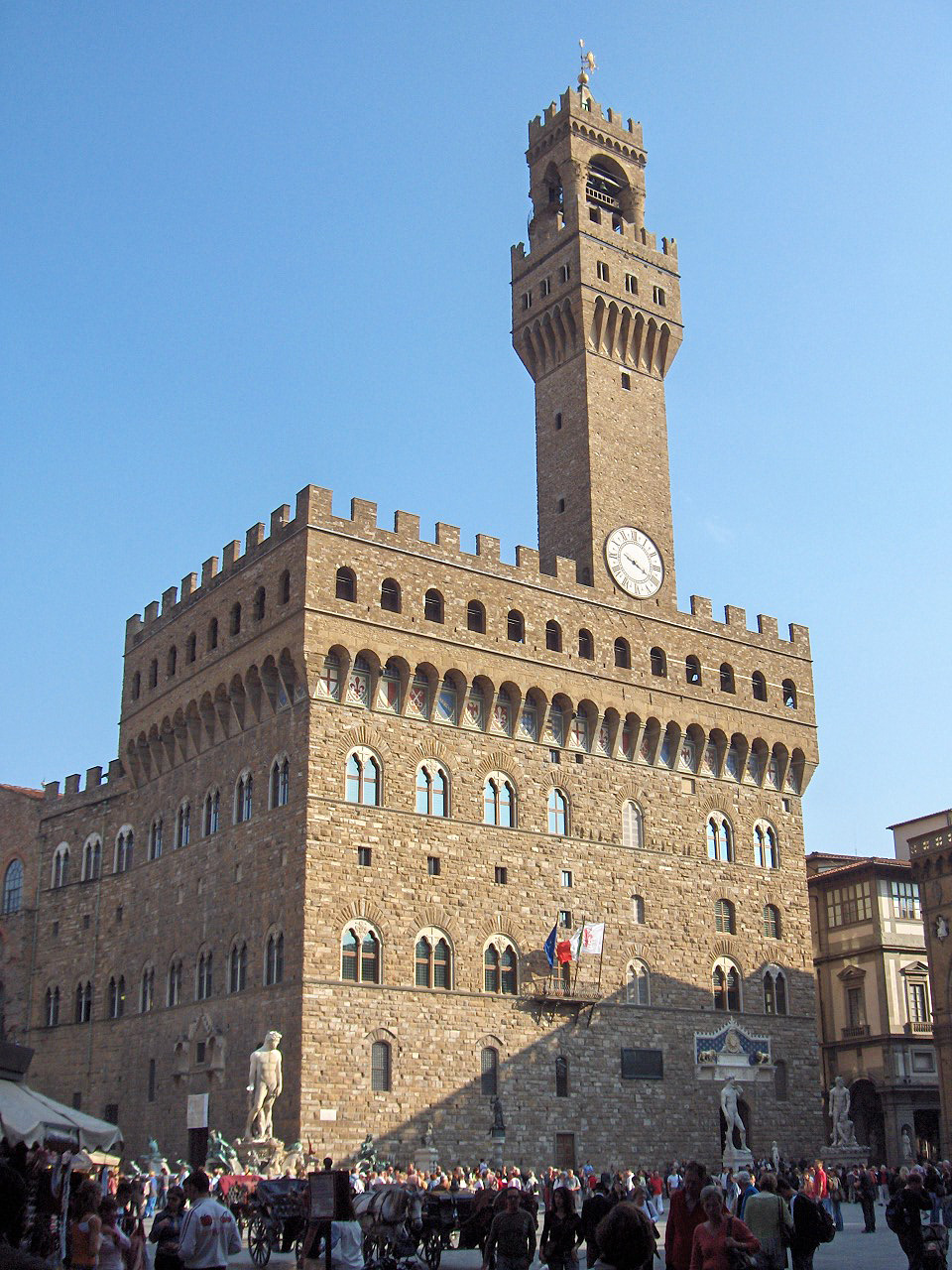
Palazzo Vecchio de Florencia

Robert y Sienna van hacia la Ciudad Vieja, creyendo que el cilindro debe tener algo que ver con Dante Alighieri. Sin embargo, encuentran que la Policía florentina y oficiales de los carabinieri han sellado los puentes y están en busca de ellos. Se encuentran con una obra en construcción cerca de los jardines de Boboli, donde Robert ilumina el Mapa del Infierno, modificado de nuevo. Se da cuenta de que las letras individuales, que en conjunto forman la palabra "CATROVACER" se han añadido a cada una de las diez capas de la Malebolge, y que las capas se han reorganizado. Moviendo de nuevo al orden del original Mapa del Infierno de Botticelli, se forman las palabras "CERCA TROVA". Robert reconoce que estas son las mismas palabras que aparecen en el cuadro La batalla de Marciano de Vasari, que se encuentra en el Palazzo Vecchio. Robert y Sienna logran evadir a los soldados y entrar en la Ciudad Vieja para ver el cuadro.

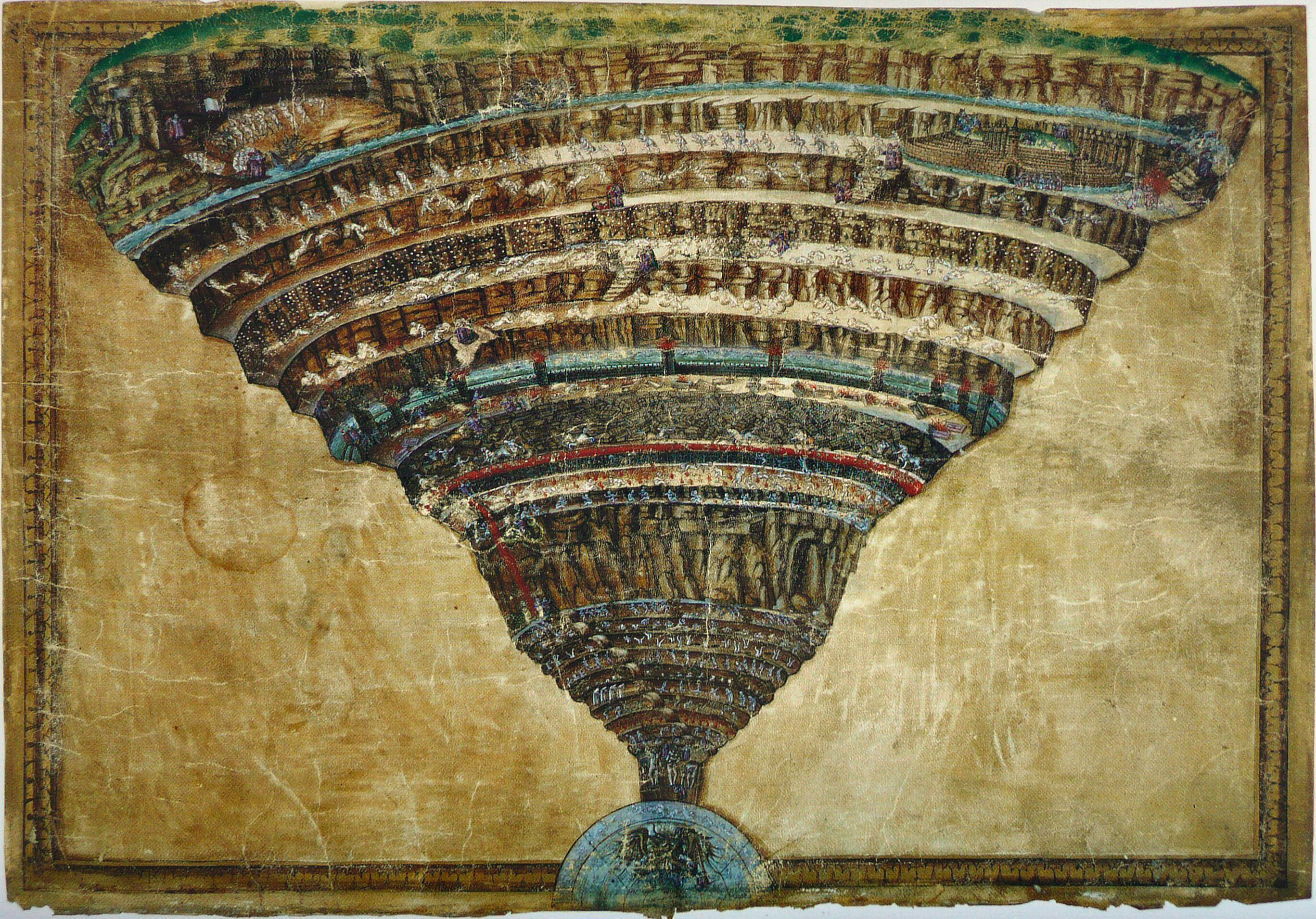
Sandro Botticelli - La Carte de l'Enfer

Robert se encuentra en frente de La batalla de Marciano cuando Marta Álvarez, una funcionaria del museo, lo saluda. Robert no la reconoce, pero le sigue la corriente, ya que según ella él estuvo en el museo la noche anterior en compañía de Ignazio Busoni, el director de Il Duomo. Robert le dice que vino con su hermana Sienna para mostrarle lo mismo que él e Ignazio vieron la noche anterior; Marta le dice a Robert que ella les mostró la máscara de la muerte de Dante. Marta lleva a Robert y Sienna a ver la máscara y descubren que ha sido robada. Marta pide ver los vídeos de seguridad, en los cuales descubren que los ladrones son Robert e Ignazio. Marta llama inmediatamente a la policía y a la secretaria de Ignazio para pedir una explicación. La secretaria le informa que Ignazio murió de un ataque al corazón y le pide hablar con Robert, pues tiene un mensaje para él. En el mensaje de Ignazio le dice a Robert esotéricamente donde está escondida la máscara, refiriéndose al "Paraíso 25".

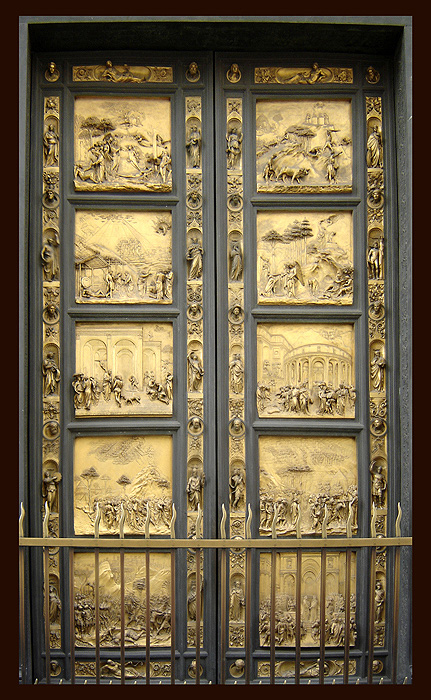
Puertas del Paraiso en Baptisterio de Florencia

Robert y Sienna escapan de los guardias, pero los soldados llegan. Cruzan el ático sobre el apoteosis de Cosimo I, donde Sienna empuja a Vayentha a su muerte. Robert conecta la frase "Paraíso 25" con el Baptisterio de Florencia, donde él y Sienna encuentran la máscara de Dante, junto con un acertijo de su actual propietario, un genetista multimillonario llamado Bertrand Zobrist. Sienna explica que Zobrist fue un genetista que abogó por la detención del crecimiento de la humanidad, debido a su superpoblación descontrolada. Y  se rumoreaba que estaba trabajando para detener este hecho creando una enfermedad. Un hombre llamado Jonathan Ferris, con un gran hematoma en el pecho, el cual oculta a ambos, y una erupción cutánea grave en su rostro, diciendo ser de la Organización Mundial de la Salud (OMS), ayuda a escapar a Robert y Sienna de los soldados. Siguen el enigma a Venecia, donde Ferris de repente cae inconsciente, con Sienna alegando que sufre de una hemorragia interna masiva, haciendo que Langdon sospeche que Ferris ha sido infectado con la plaga de Zobrist. Robert es capturado por un grupo de soldados vestidos de negro mientras Sienna escapa.
Robert es llevado a Elizabeth Sinskey, la directora general de la OMS, y se le da una explicación de lo que está pasando: Zobrist fue un genetista brillante y un fanático de Dante que supuestamente ha desarrollado una nueva plaga biológica para matar a una gran parte de la población mundial con el fin de resolver rápidamente el problema de la superpoblación inminente del mundo. Diseñó un nuevo virus que reescribe el genoma humano para limpiar el mundo de la superpoblación en aproximadamente un tercio. Un año antes, Zobrist había solicitado a Elizabeth su ayuda para este propósito. Cuando ella amenazó con denunciarlo, Zobrist acudió a pedir ayuda al Consorcio, una organización que le prestaría servicios que le permitirían crear el virus sin que la OMS lo detuviera. Antes de suicidarse, Zobrist solicitó al Consorcio entregarle a Elizabeth el cilindro con el Mapa del Inferno modificado, pero a raíz de su suicidio la OMS encontró el cilindro antes de la fecha establecida, por lo que decidieron contratar a Robert para descifrarlo y así encontrar el virus. Sin embargo, Robert dejó de llamar después de reunirse con Marta e Ignazio y la OMS piensa que él los traicionó. Lo que en realidad pasó fue que el Consorcio, con la ayuda de Vayentha, Ferris y Sienna le borraron la memoria a Robert a través de fármacos, crearon una herida falsa en su cabeza, y le hicieron creer que la policía lo estaba buscando. Inicialmente el Consorcio quería recuperar el cilindro con el Mapa para cumplir su trato con Zobrist, pero Sienna deseaba que Robert la ayudara a encontrar el Virus.
Zobrist además solicitó al Consorcio enviar a los medios de comunicación un vídeo en una fecha específica, en el que se explica cómo el virus va a salvar el mundo. El líder del Consorcio, después de haber tomado conciencia de lo que Zobrist quería hacer, decide colaborar con la OMS para detener el virus.

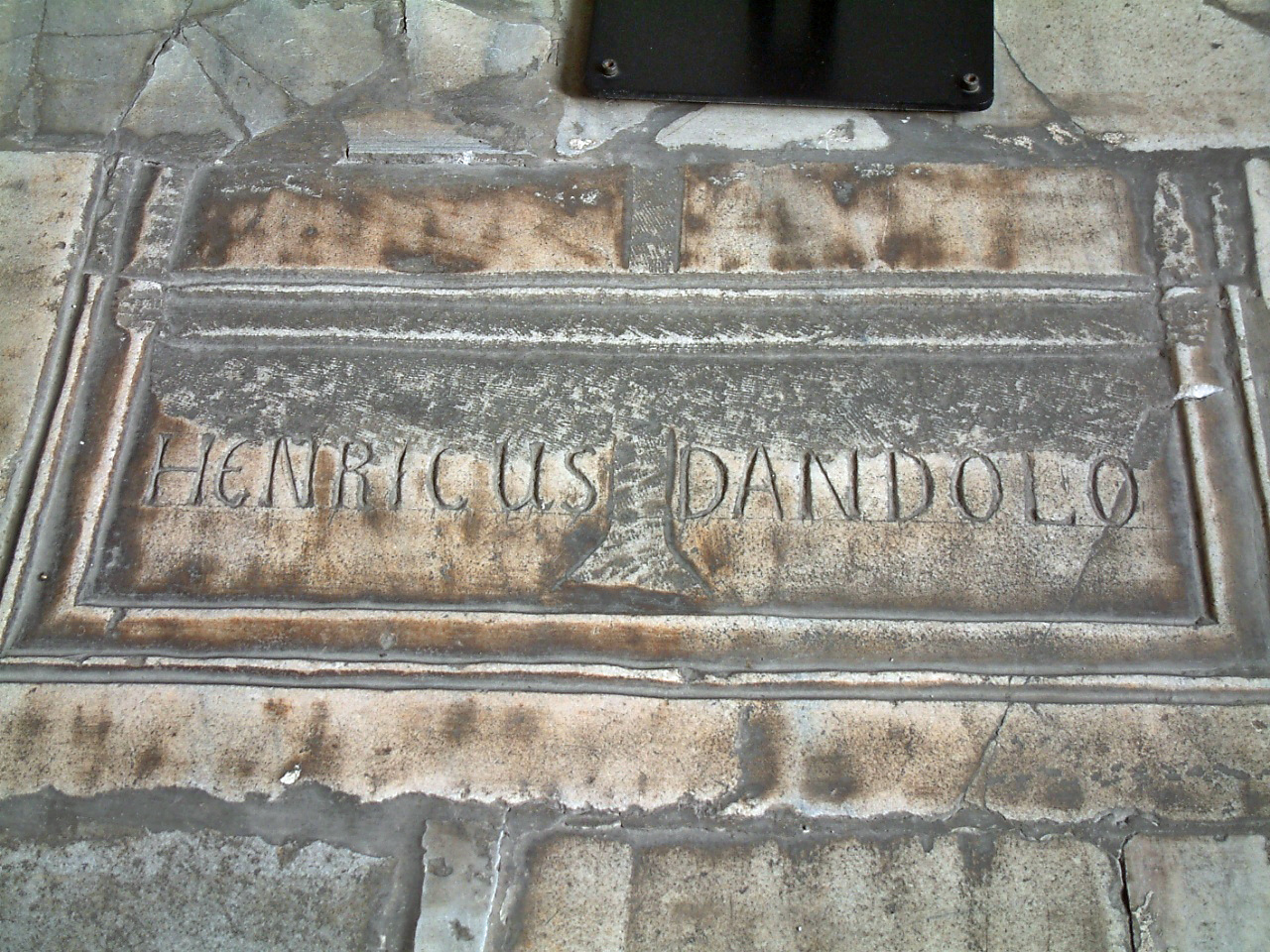
Tumba de Enrico Dandolo en Santa Sofía.

El líder del Consorcio, el preboste, le cuenta a Robert que Sienna era una partidaria secreta y amante de Zobrist. Después de descubrir la verdad, Robert informa a la OMS que el virus no está en Italia sino en Turquía. Robert, la OMS, y el equipo del Consorcio viajan a Estambul, donde está enterrado Enrico Dandolo. En la iglesia de Santa Sofía se dan cuenta de que el virus se encuentra en La Cisterna, pero descubren que Sienna ya está ahí y que la bolsa que contiene la plaga se ha roto, infectando a todos los turistas en el interior.

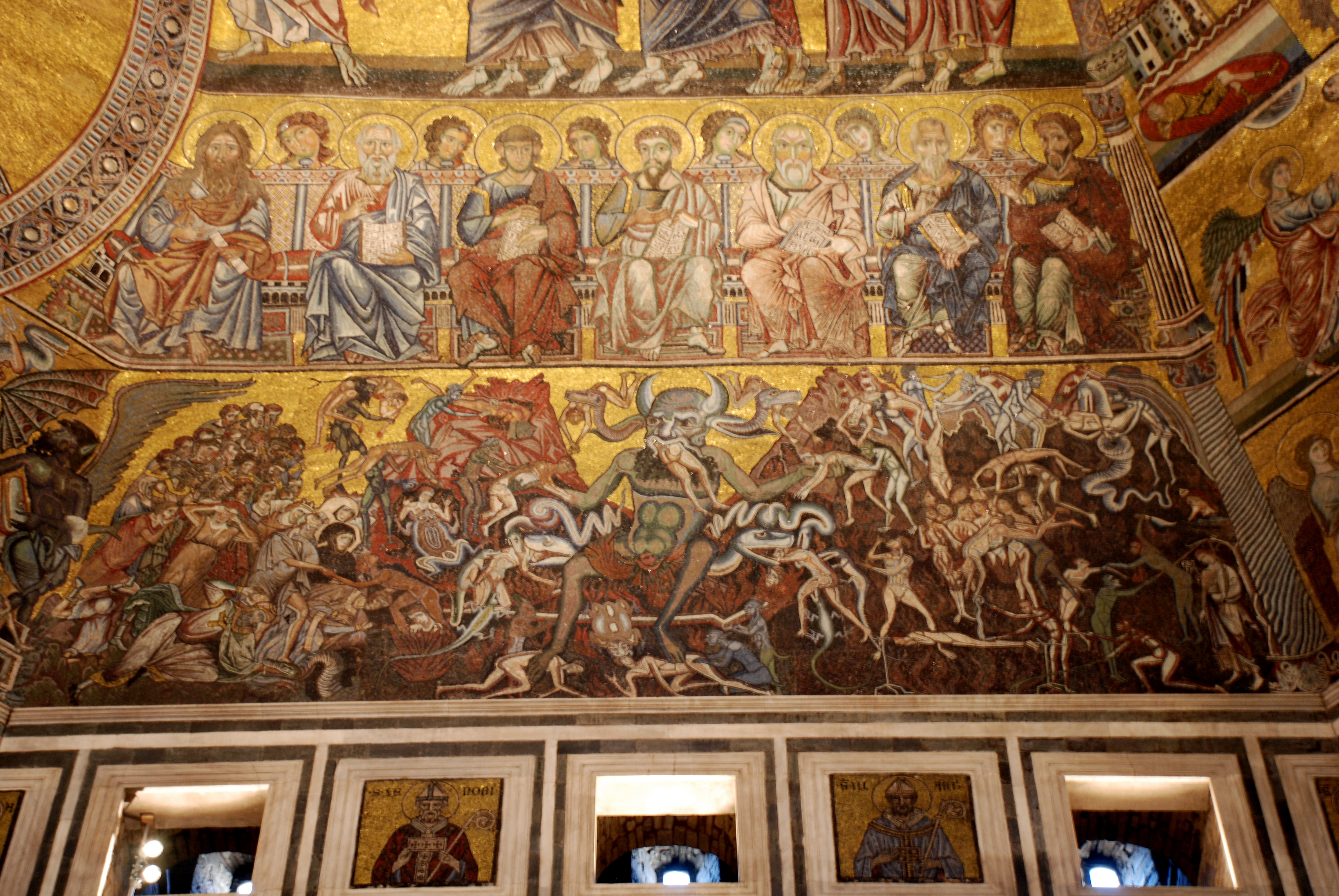
Baptisterio de San Juan, Florencia

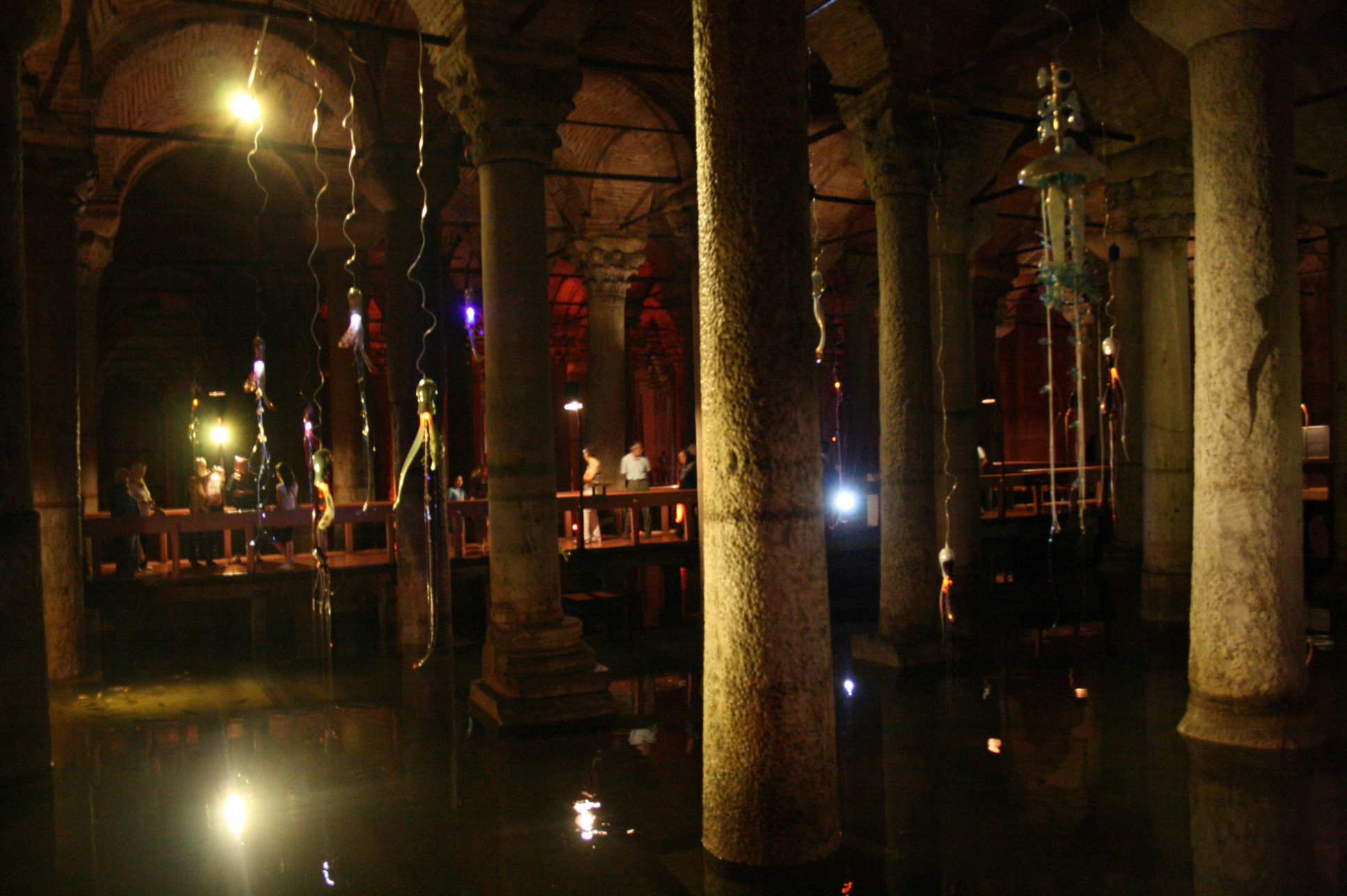
Dentro de la Cisterna Basílica, con agua abajo y turistas arriba.

Se descubre que Sienna no perforó la bolsa, pues era soluble en agua y se había disuelto una semana antes en las aguas de la Cisterna, lo que significa que todo el mundo ya ha sido infectado. También se descubre que Sienna estaba tratando de evitar el virus, pero que no confiaba en la OMS, ya que las muestras del virus sin duda podrían llegar a manos de Gobiernos y ser utilizadas en la investigación y desarrollo de armas. El líder del Consorcio intenta escapar de la custodia de la OMS con la ayuda de los subordinados disfrazados, pero es capturado más tarde por la policía turca. Se da a entender que el Consorcio será investigado. Sienna recibe amnistía a cambio de haber trabajado con la OMS para hacer frente a la crisis, y tiene un gran conocimiento de la investigación y el trabajo de Bertrand Zobrist.
El virus, que ya se ha dispersado a todos los seres humanos vivos, emplea una modificación en el ADN para causar la esterilidad en los seres humanos. No tiene cura, e incluso con la tecnología futura, tratar de revertir el cambio en el genoma humano sería peligroso; no obstante, está programado para afectar aleatoriamente a solo cierta cantidad de personas, las cuales en total no sobrepasarían un tercio de la población mundial. Según Sienna, esto le pareció lo ideal a Zobrist, ya que se trata de la misma proporción de personas que fueron eliminadas por la peste negra en el siglo XIV, en parte, con el objeto de evitar la extinción total de la raza humana. Así, la raza humana se ha visto empujada a una nueva era.

## Personajes
- Robert Langdon: profesor de Iconología y Simbología religiosa en la Universidad de Harvard y protagonista de la novela.
- Dra. Sienna Brooks: doctora de un hospital en Florencia, que atiende a Robert Langdon tras su accidente. A lo largo de la historia desempeñará diversas tareas que la pondrán en el punto de mira.
- Dra. Elizabeth Sinskey: directora de la Organización Mundial de la Salud, quien recluta a Langdon para encontrar el virus de Zobrist.
- Bertrand Zobrist: un científico genio, obsesionado con el Infierno de Dante Alighieri. Principal antagonista.
- El Preboste: director de El Consorcio.
- Vayentha: agente encubierta que trabaja para El Consorcio, con órdenes de asesinar a Langdon.
- Christoph Brüder: jefe de la Unidad de Apoyo para la Vigilancia y la Intervención (Unidad AVl.)
- Ignazio Busoni: director de la basílica Santa María del Fiore (Il Duomo) en Florencia, apodado Il Duomino.'
- Jonathan Ferris: agente que trabaja para El Consorcio.
- Ettore Vio: restaurador de la basílica de San Marcos en Venecia.
- Mirsat: guía en el Museo Santa Sofía en Estambul.

## Mercadotecnia
El 15 de enero de 2013, Dan Brown reveló el título de su nueva novela a través de su sitio web, haciendo lo mismo con la portada en febrero de ese mismo año.
Inferno ha sido traducido a los idiomas francés, turco, alemán, neerlandés, español, catalán, italiano, portugués, finés, noruego, sueco y danés para poder contar con un lanzamiento mundial simultáneo. Las compañías editoriales contrataron un equipo de 12 traductores quienes trabajaron en el proyecto en las oficinas centrales de Mondadori en Milán, Italia, entre febrero y abril de 2012, trabajando intensamente en una especie de búnker, bajo estrictas medidas de seguridad y secretismo, para evitar filtraciones del contenido del libro antes de su lanzamiento, lo que inspiró la película Les traducteurs.